# Míchovec
Míchovec je přírodní památka v okrese Brno-venkov u obcí Běleč a Synalov. Důvodem ochrany je pralesový porost bukových javořin s masovým výskytem měsíčnice vytrvalé (Lunaria rediviva), významné skalní hradby.

## Fotogalerie

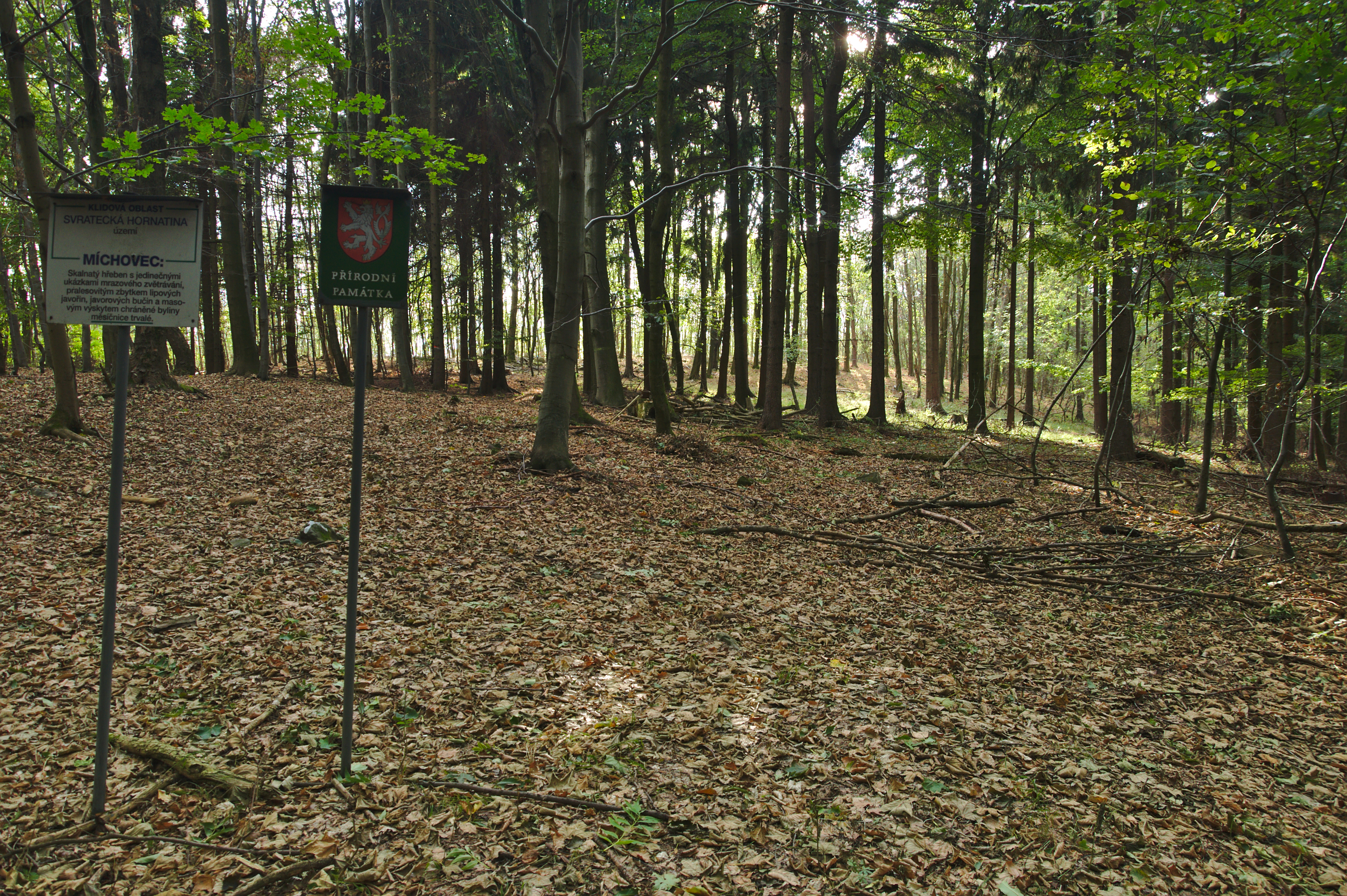
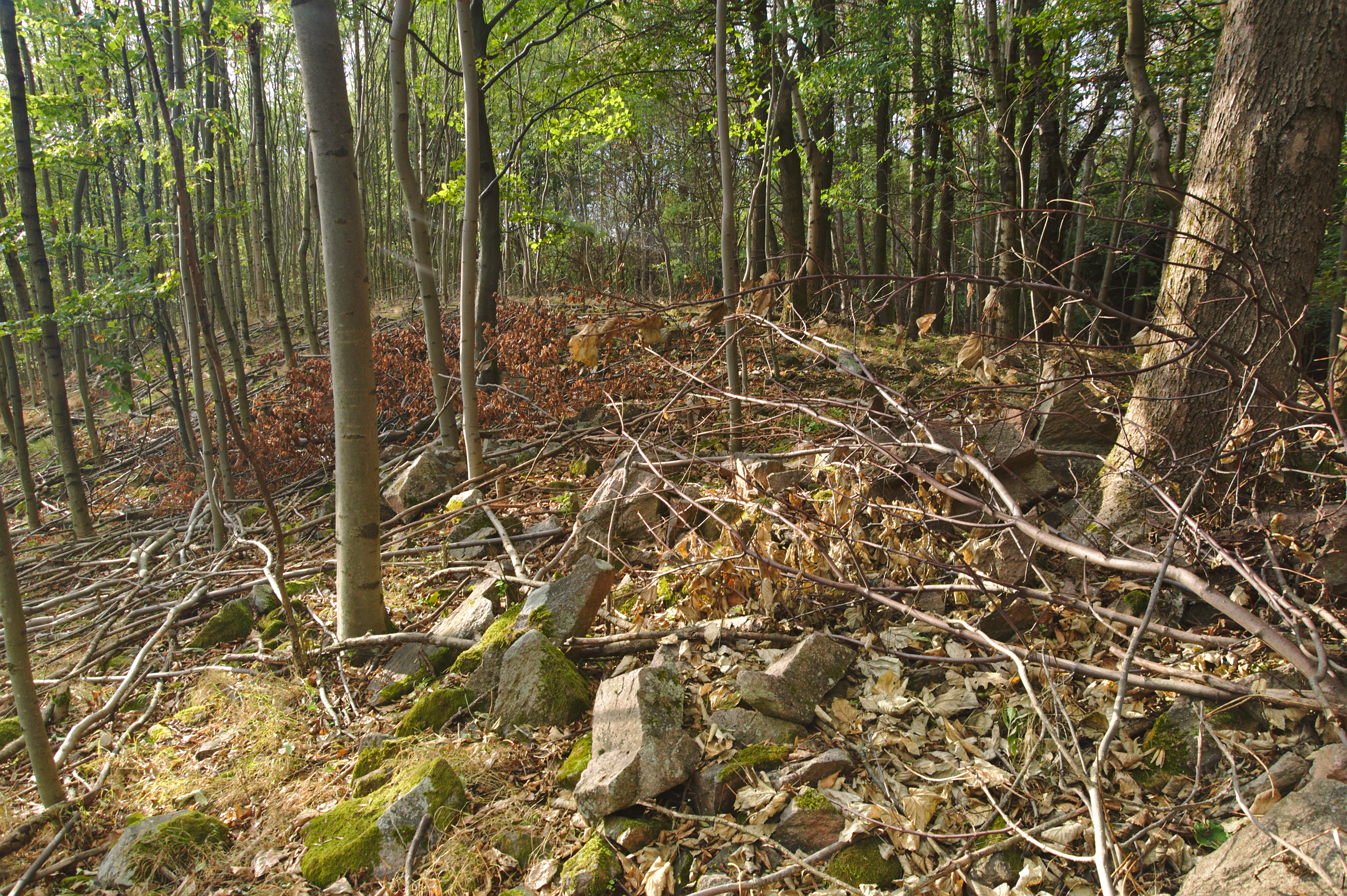
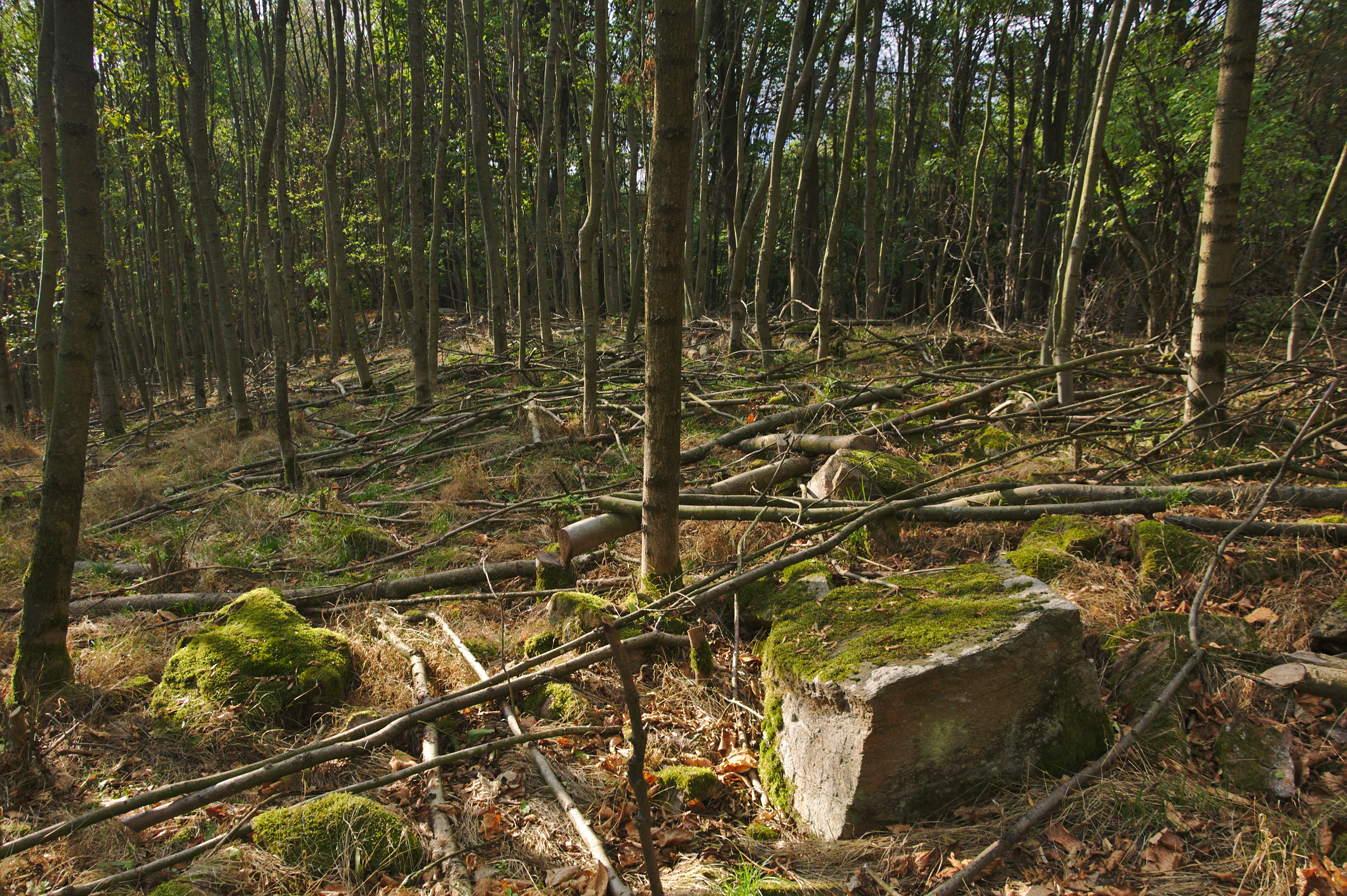
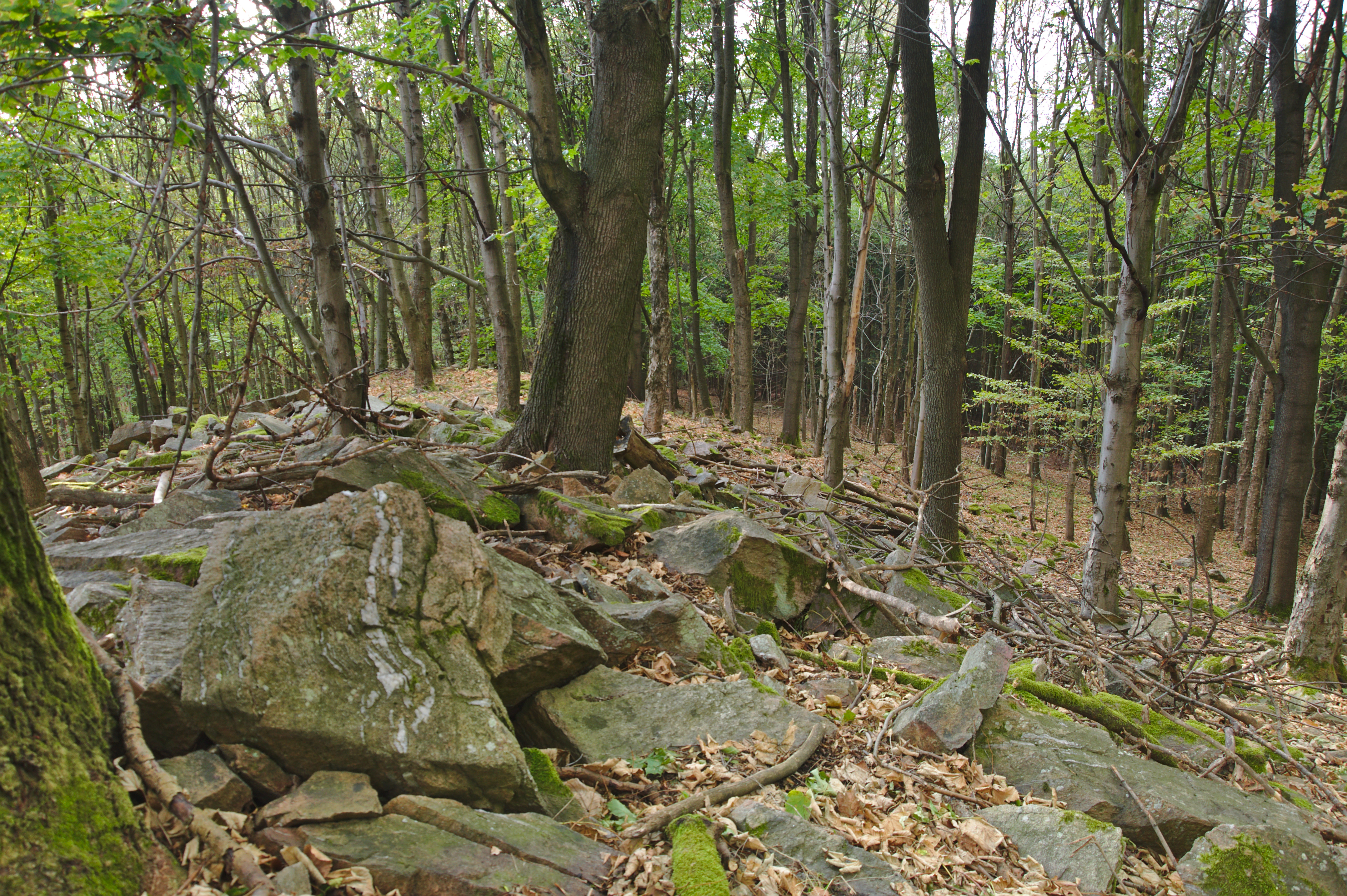